# 尕马卡遗址
尕马卡遗址，位于中国青海省民和县杏儿乡尕马卡村，为第四批青海省文物保护单位，公布日期为1986年5月27日，类型为古遗址。
尕马卡遗址的历史年代为马家窑类型、辛店文化、唐汪式。